# Mesosa kanarensis
Mesosa kanarensis är en skalbaggsart som beskrevs av Stefan von Breuning 1948. Mesosa kanarensis ingår i släktet Mesosa och familjen långhorningar. Inga underarter finns listade i Catalogue of Life.